# Janko Neuber
Janko Neuber (ur. 25 czerwca 1971 w Marienbergu) – niemiecki biegacz narciarski reprezentujący też NRD, dwukrotny medalista mistrzostw świata juniorów.

## Kariera
Po raz pierwszy na arenie międzynarodowej pojawił się w 1989 roku, startując na mistrzostwach świata juniorów w Vang. Wywalczył tam srebrny medal w sztafecie, a na dystansie 30 km był dziesiąty. Na rozgrywanych rok później mistrzostwach świata juniorów w Les Saisies był najlepszy w sztafecie, a na 10 km stylem klasycznym był czwarty. Wystartował też na mistrzostwach świata juniorów w Reit im Winkl w 1991 roku, gdzie był ósmy w sztafecie i czternasty w biegu na 30 km.
W Pucharze Świata zadebiutował 29 lutego 1992 roku w Lahti, zajmując 76. miejsce w biegu na 15 km techniką klasyczną. Pierwsze pucharowe punkty zdobył 29 listopada 1995 roku w Gällivare, gdzie rywalizację na tym samym dystansie techniką dowolną ukończył na 13. miejscu. Najlepszy wynik w zawodach tego cyklu osiągnął 4 lutego 1996 roku w Reit im Winkl, gdzie w sprincie stylem dowolnym był dziewiąty. W klasyfikacji generalnej sezonu 1995/1996 zajął ostatecznie 46. miejsce.
W 1992 roku wziął udział w igrzyskach olimpijskich w Albertville, gdzie jego najlepszym wynikiem było 23. miejsce w biegu łączonym. Wystąpił też na rozgrywanych dwa lata później igrzyskach w Lillehammer, jednak plasował się poza czołową trzydziestką. Był też między innymi siedemnasty na dystansie 50 km techniką dowolną podczas mistrzostw świata w Falun (1993) i czwarty w sztafecie na mistrzostwach świata w Ramsau (1999).
Po zakończeniu czynnej kariery został trenerem.

## Osiągnięcia

### Igrzyska olimpijskie
| Miejsce | Dzień     | Rok  | Miejscowość | Konkurencja             | Czas biegu | Strata   | Zwycięzca        |
| ------- | --------- | ---- | ----------- | ----------------------- | ---------- | -------- | ---------------- |
| 47.     | 10 lutego | 1992 | Albertville | 30 km stylem klasycznym | 1:22:27,8  | +9:30,0  | Vegard Ulvang    |
| 32.     | 13 lutego | 1992 | Albertville | 10 km stylem klasycznym | 27:36,0    | +2:53,8  | Vegard Ulvang    |
| 23.     | 15 lutego | 1992 | Albertville | 10+15 km pościgowy      | 1:05:37,9  | +4:08,5  | Bjørn Dæhlie     |
| 29.     | 22 lutego | 1992 | Albertville | 50 km stylem dowolnym   | 2:03:41,5  | +10:55,6 | Bjørn Dæhlie     |
| 33.     | 14 lutego | 1994 | Lillehammer | 30 km stylem dowolnym   | 1:12:26,4  | +7:31,1  | Thomas Alsgaard  |
| 61.     | 17 lutego | 1994 | Lillehammer | 10 km stylem klasycznym | 24:20,1    | +3:07,3  | Bjørn Dæhlie     |
| 35.     | 19 lutego | 1994 | Lillehammer | 10+15 km pościgowy      | 1:00:08,8  | +5:30,8  | Bjørn Dæhlie     |
| DNF     | 27 lutego | 1994 | Lillehammer | 50 km stylem klasycznym | 2:07:20,3  | -        | Władimir Smirnow |

### Mistrzostwa świata
| Miejsce | Dzień     | Rok  | Miejscowość | Konkurencja             | Czas biegu | Strata   | Zwycięzca       |
| ------- | --------- | ---- | ----------- | ----------------------- | ---------- | -------- | --------------- |
| 49.     | 20 lutego | 1993 | Falun       | 30 km stylem klasycznym | 1:17:33,6  | +6:48,4  | Bjørn Dæhlie    |
| 17.     | 28 lutego | 1993 | Falun       | 50 km stylem dowolnym   | 2:03:36,8  | +5:58,0  | Torgny Mogren   |
| 65.     | 19 lutego | 1999 | Ramsau      | 30 km stylem dowolnym   | 1:15:26,2  | +12:49,2 | Mika Myllylä    |
| 63.     | 22 lutego | 1999 | Ramsau      | 10 km stylem klasycznym | 24:19,2    | +3:03,0  | Mika Myllylä    |
| 38.     | 23 lutego | 1999 | Ramsau      | 10+15 km pościgowy      | 1:05:54,9  | +3:37,4  | Thomas Alsgaard |
| 4.      | 26 lutego | 1999 | Ramsau      | Sztafeta 4 × 10 km      | 1:35:07,5  | +1:46,4  | Austria         |

### Mistrzostwa świata juniorów
| Miejsce | Dzień    | Rok  | Miejscowość   | Konkurencja             | Wynik     | Strata  | Zwycięzca       |
| ------- | -------- | ---- | ------------- | ----------------------- | --------- | ------- | --------------- |
| 10.     | 16 marca | 1989 | Vang          | 30 km stylem dowolnym   | 1:25:09,0 | +3:11,9 | Johann Mühlegg  |
| 2.      | 19 marca | 1989 | Vang          | Sztafeta 4 × 10 km      | 1:55:56,0 | +40,0   | ZSRR            |
| 37.     | 28 marca | 1990 | Les Saisies   | 30 km stylem dowolnym   | 1:28:15,4 | +9:54,4 | Johann Mühlegg  |
| 4.      | 30 marca | 1990 | Les Saisies   | 10 km stylem klasycznym | 29:55,4   | +25,7   | Jiří Kvapil     |
| 1.      | 31 marca | 1990 | Les Saisies   | Sztafeta 4 × 10 km      | 2:00:31,0 | -       | -               |
| 14.     | 8 marca  | 1991 | Reit im Winkl | 30 km stylem dowolnym   | 1:25:35,9 | +2:01,0 | Thomas Alsgaard |
| 8.      | 10 marca | 1991 | Reit im Winkl | Sztafeta 4 × 10 km      | 1:40:45,0 | +5:46,7 | ZSRR            |

#### Miejsca w klasyfikacji generalnej
- sezon 1992/1993: 70.
- sezon 1995/1996: 46.
- sezon 1998/1999: 59.
- sezon 1999/2000: 76.
- sezon 2000/2001: 127.

#### Miejsca na podium w zawodów PŚ
Neuber nigdy nie stał na podium zawodów PŚ.